# 愛のごとく
『愛のごとく』（あいのごとく）は、山川方夫が1964年（昭和39年）2月に執筆した小説。新潮の第61巻同年4月号に発表され、同年の芥川賞候補となる。筆者の繊細巧緻な作風を広く印象付けた作品。執筆されたのは、生田みどりとの結納を済ませ、結婚式を三ヶ月後に控えた時期である。単行本『愛のごとく』（あいのごとく）は、1965年（昭和40年）3月に新潮社から発行されたが、山川はその直前の2月19日に交通事故に遭い翌20日に死去。

## 書籍情報
- 愛のごとく
  - 雑誌：「新潮」第61巻、1964年4月号、全国書誌番号:00012331、NDLJP:10231788
  - 単行本：新潮社、1965年発行、全国書誌番号:65002377、NDLJP:1672306
  - 文庫：新潮社（新潮文庫）、1974年発行、全国書誌番号:75069783
  - 文庫：講談社（講談社文芸文庫）、2016年発行、ISBN 9784062955058

## 概要
「私はいつも自分にだけ関心をもって生きてきたのだ。」という鮮烈な一行から始まる。29歳の主人公「私」は、家族との激しい葛藤から逃れるように人妻と嗜虐的な情事に溺れていく。自分と家族・他者との関係性を描く。

## 登場人物・動物
私
ラジオ脚本家の29歳の男。父を早くに亡くし、母と姉と妹の同居生活を送る。
女
過去に付き合っていた女。既婚者だが、私との7年ぶり再会を経て過激な性愛の関係に溺れる。物語の最後に交通事故死を遂げる。

## 書評・分析
文芸評論家で書評家の池上冬樹は、本作の主人公「私」が家族との葛藤や女性との激しい関係で苦しむ姿は、自由に青春を楽しむことができる若者の姿ではなく、家族への”屈辱に似た感情、赤黒く光る熱いどろどろとしたもの”を抱えていると評している。